# Dandong

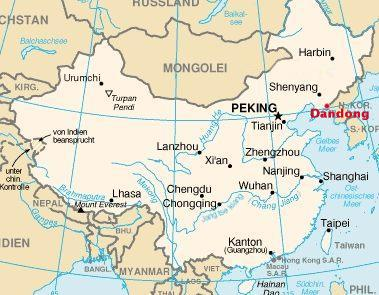
Lage Dandongs in China

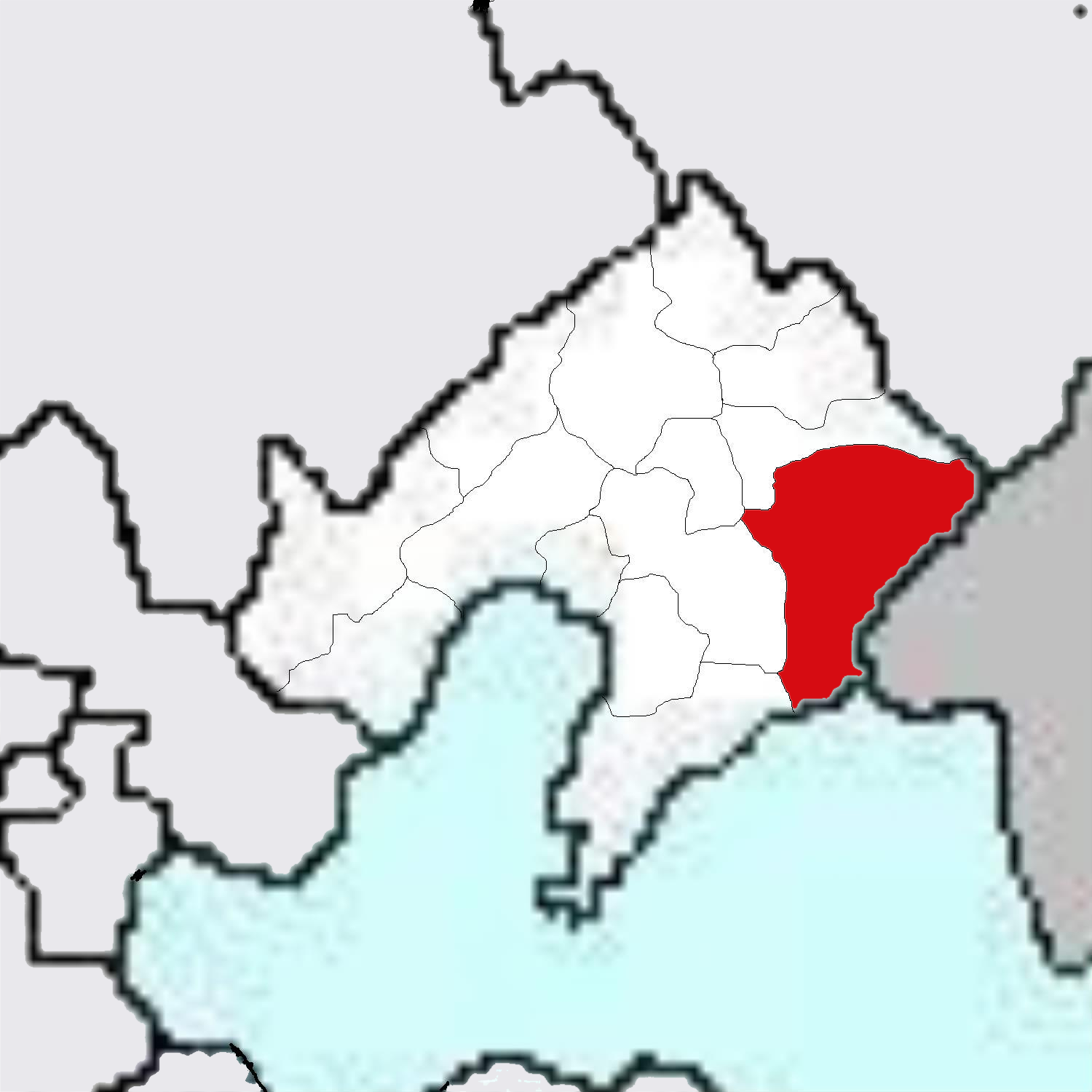
Lage Dandongs in der Provinz Liaoning

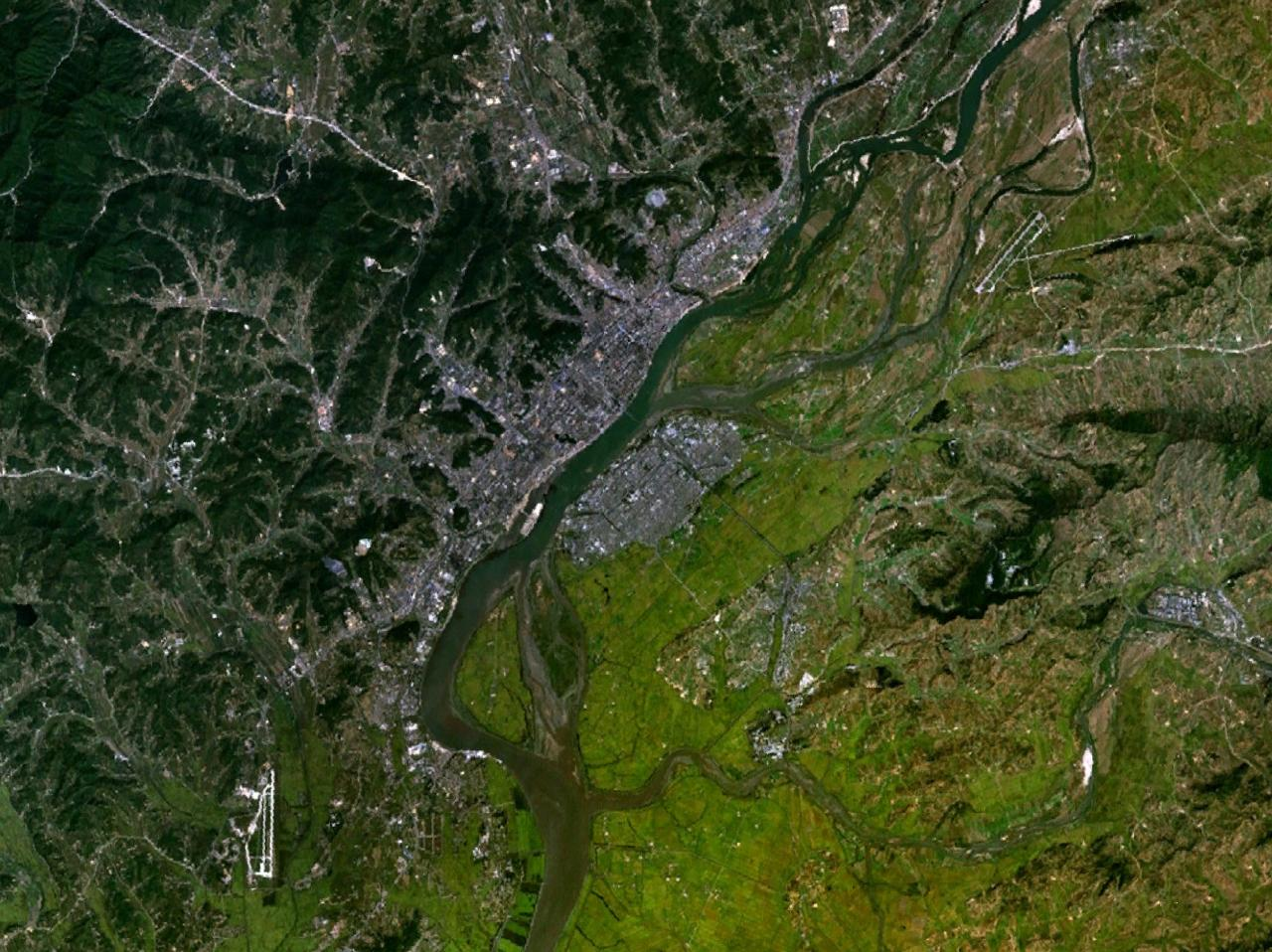
Satellitenaufnahme von Dandong

Dandong (chinesisch 丹東市 / 丹东市, Pinyin Dāndōng Shì) ist eine bezirksfreie Stadt im Nordosten der Volksrepublik China in der Provinz Liaoning mit 2.188.436 Einwohnern (Stand: Zensus 2020). Unter den 14 bezirksfreien Städten der Provinz ist Dandong nach der Bevölkerungszahl die achtgrößte.
Die Stadt liegt im Mündungsgebiet des Yalu (Amrokgang) ins Gelbe Meer. Der Fluss markiert die Grenze zwischen China und Nordkorea. Dandong besitzt einen Binnenhafen im Stadtzentrum und einen neuen Hafen für Hochseeschiffe (Dandong New Port), der sich in Donggang befindet, ca. 35 Kilometer von der Innenstadt entfernt. In der Stadt werden Reisebusse, Maschinen, Textilien, Papier, Zellstoff, Seide, Gummi und chemische Produkte hergestellt. Sie ist über eine Eisenbahnbrücke mit der nordkoreanischen Stadt Sinŭiju verbunden. Das Verwaltungsgebiet der Stadt hat eine Fläche von 14.967 km².

## Administrative Gliederung
Die bezirksfreie Stadt Dandong setzt sich aus drei Stadtbezirken, einem Autonomen Kreis und zwei kreisfreien Städten zusammen (Stand: Zensus 2020):
- Stadtbezirk Zhenxing (振兴区), 253 km², 423.538 Einwohner;
- Stadtbezirk Yuanbao (元宝区), 91 km², 202.325 Einwohner;
- Stadtbezirk Zhen’an (振安区), 652 km², 189.995 Einwohner;
- Autonomer Kreis Kuandian der Mandschu (宽甸满族自治县), 6.137 km², 334.636 Einwohner;
- Stadt Fengcheng (凤城市), 5.512 km², 469.376 Einwohner;
- Stadt Donggang (东港市), 2.137 km², 568.566 Einwohner.

## Geschichte und Bedeutung
Seit der Gründung der Stadt während der Ming-Dynastie (1368–1644) entwickelte sie sich zu einem wichtigen Handelsknotenpunkt zwischen China und Korea.

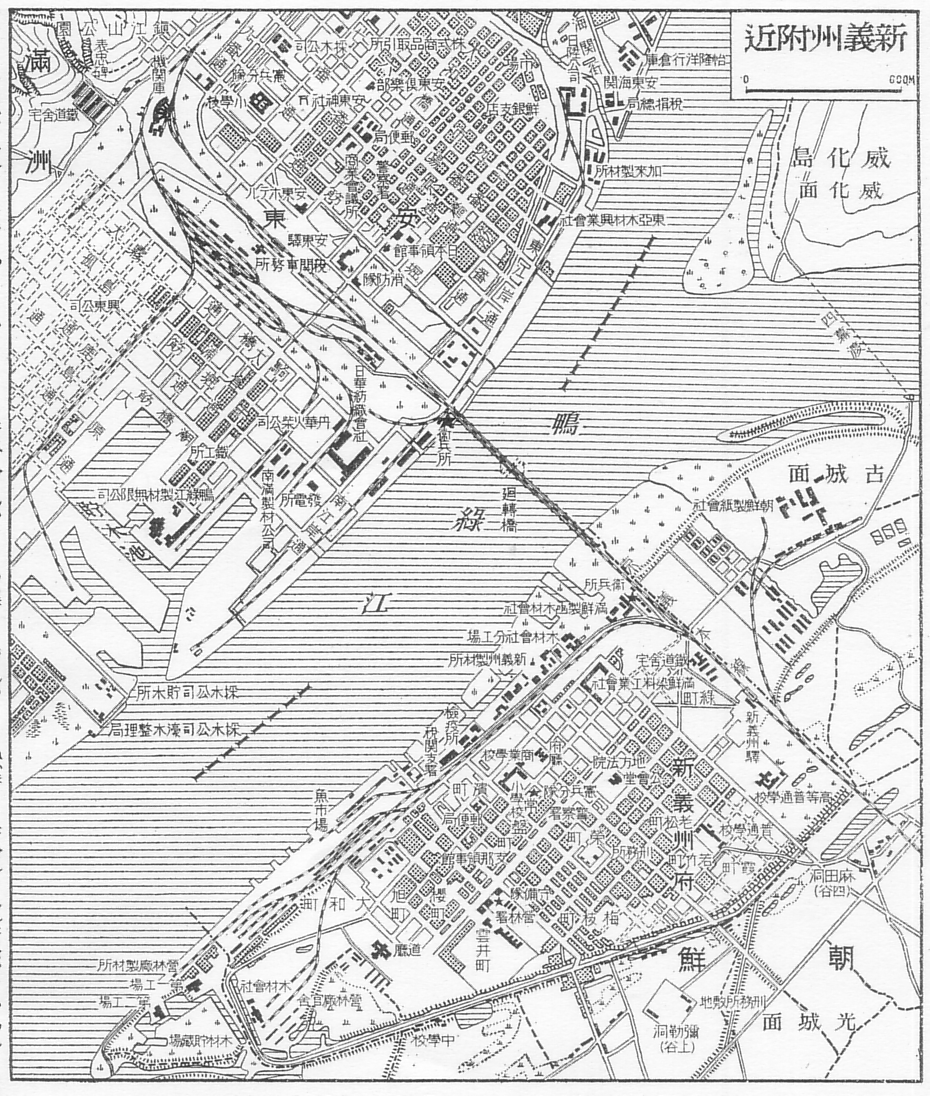
Karte von 1930 mit den beiden Grenzstädten

Die wirtschaftliche Entwicklung von Dandong wurde durch den Anschluss an das Bahnnetz im Jahre 1907 gefördert. Während der Besetzung durch japanische Truppen von 1931 bis 1945 und vor allem nach Beendigung des Koreakriegs (1950–1953) wurde die Stadt zu einem wichtigen Industriezentrum in der Region ausgebaut.

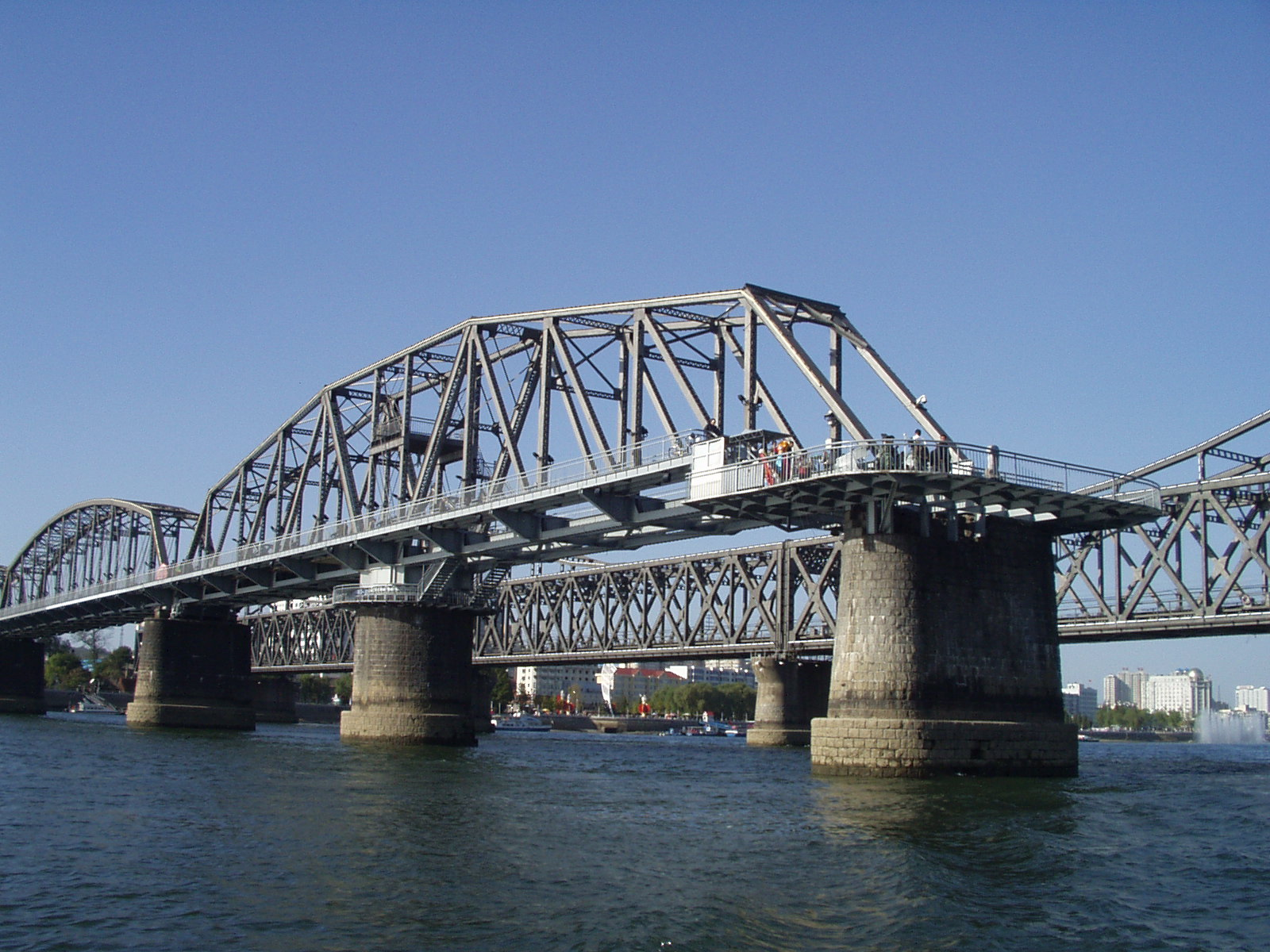
Die zerstörte Brücke von Dandong

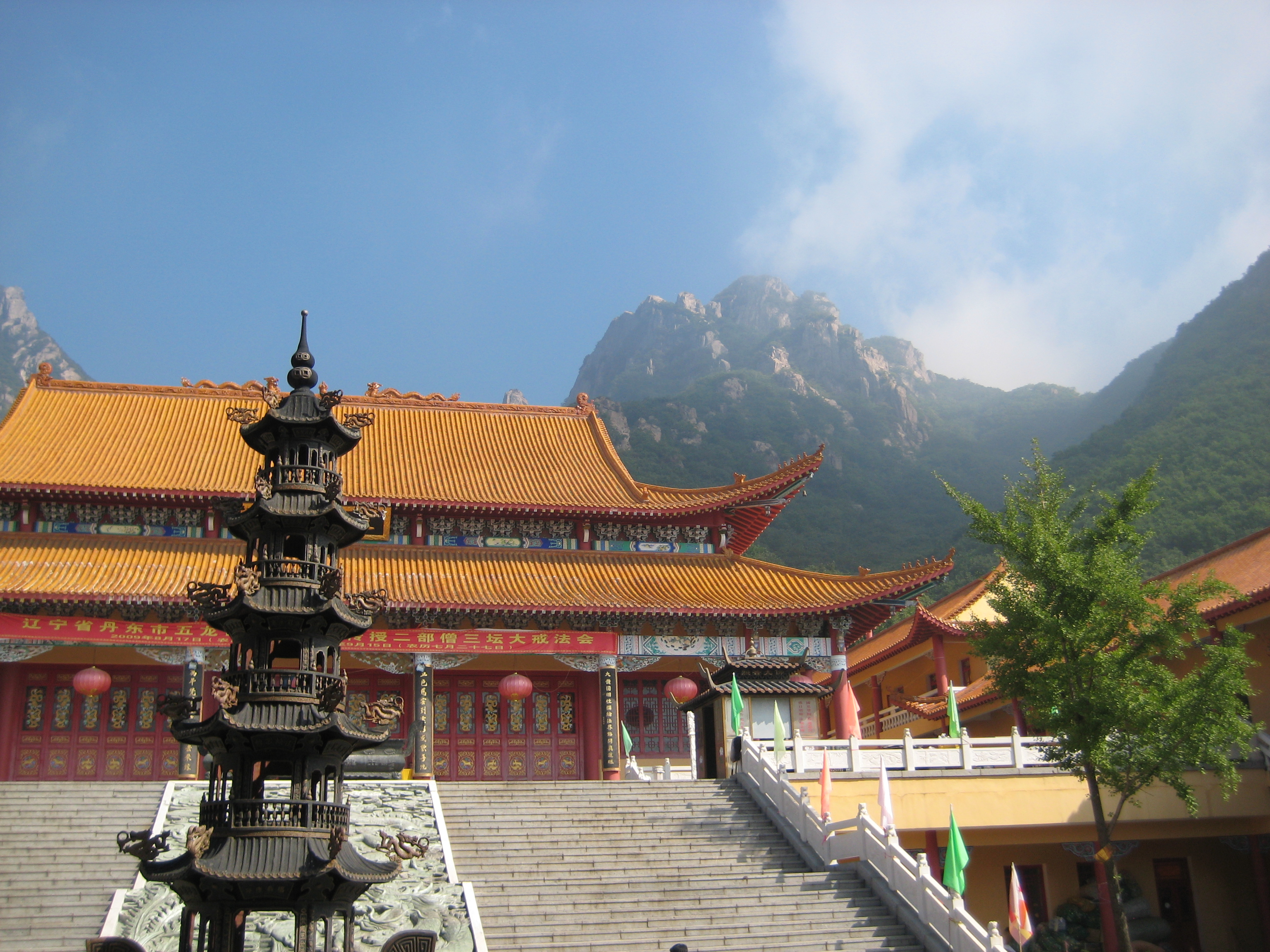
Wu-Long-Shan-Kloster

Lange Zeit kam man dem isolierten Staat Nordkorea ohne Visum am nächsten über die alte Yalubrücke im Süden von Dandong, neben der heutigen chinesisch-koreanischen Freundschaftsbrücke. Auf der nordkoreanischen Seite wurde sie abgerissen, doch die chinesische Seite ist als Denkmal erhalten und mit Fotos der japanischen Originalkonstruktion von 1911 ausgestattet. Damals hieß die Stadt Andong. 1965 wurde sie in Dandong umbenannt.
Die alte Brücke endet an einer Art Metallknäuel, das auf US-amerikanische Bombardierungen im Jahr 1951 zurückgeht – eine Reaktion auf die chinesische Einmischung in den Koreakrieg.
Sehenswert ist die schöne Umgebung in der Nähe der Brücken am Ufer des Flusses Yalu. Im nahen Yalu-Park kann man Autoscooter fahren. Am westlichen Ende der Promenade bildet der Kulturplatz den beleuchteten und heiteren Abendtreffpunkt der einheimischen Bevölkerung.

Bis 2015 wurde die Schnellfahrstrecke Shenyang–Dandong und die nach Dalian gebaut.
 Die im Bau befindliche Pjöngjang-Sinŭiju-Schnellstraße und Bahnstrecke Pjöngjang–Sinŭiju werden den Anschluss nach Nordkorea erheblich verbessern. Die Neue Yalubrücke ist zwar fertiggestellt, wird aber aufgrund der Corona-Beschränkungen seitens China noch nicht genutzt.

## Tourismus und Kulturerbe
- Wu-Long-Shan-Kloster, 20 km nordöstlich von Dandong.

## Städtepartnerschaften
Dandong pflegt eine Partnerschaft mit der englischen Stadt Doncaster.

## Persönlichkeiten
- Kitani Tokuo (1909–1947), japanischer Eisschnellläufer
- Ishihara Shōzō (1910–1993), japanischer Eisschnellläufer
- Gu Hong (* 1988), Boxerin
- Zhou Momo (1991–2023), Dartspielerin
- Zhou Feng (* 1993), Ringerin
- Zong Xiaochen (* 1998), Dartspieler
- Sui Gaofei (* 2001), Sprinter